# Tom Clancy’s EndWar
Tom Clancy’s EndWar – taktyczna strategia czasu rzeczywistego, wydana w roku 2008 na konsole, rok później została przeniesiona na PC. Akcja gry osadzona jest w niedalekiej przyszłości, w 2020 roku, bazuje na sytuacji geopolitycznej wykreowanej w powieściach Toma Clancy’ego. W grze zastosowano nowatorski system wydawania komend głosowych FONIX. Gra doczekała się dodatku Escalation Pack.

## Rozgrywka
Gracz wciela się w dowódcę oddziałów wojskowych jednej z 3 stron konfliktu – USA, Rosji i Europy. W grze występuje 7 typów jednostek, z zależnościami bazującymi na prostym systemie „kamień-papier-nożyce” – czołgi są dobre przeciwko transportowcom, a złe przeciwko helikopterom, helikoptery niszczą czołgi, ale źle radzą sobie przeciwko transportowcom, poza tym występuje jeszcze artyleria, dwa rodzaje piechoty, oraz mobilna jednostka dowodzenia. Walki toczą się o centra dowodzenia („uplinks”), które generują punkty potrzebne do zakupu nowych jednostek. Po ukończeniu misji jednostki, które przeżyły, da się ulepszać.